# 石岡大火

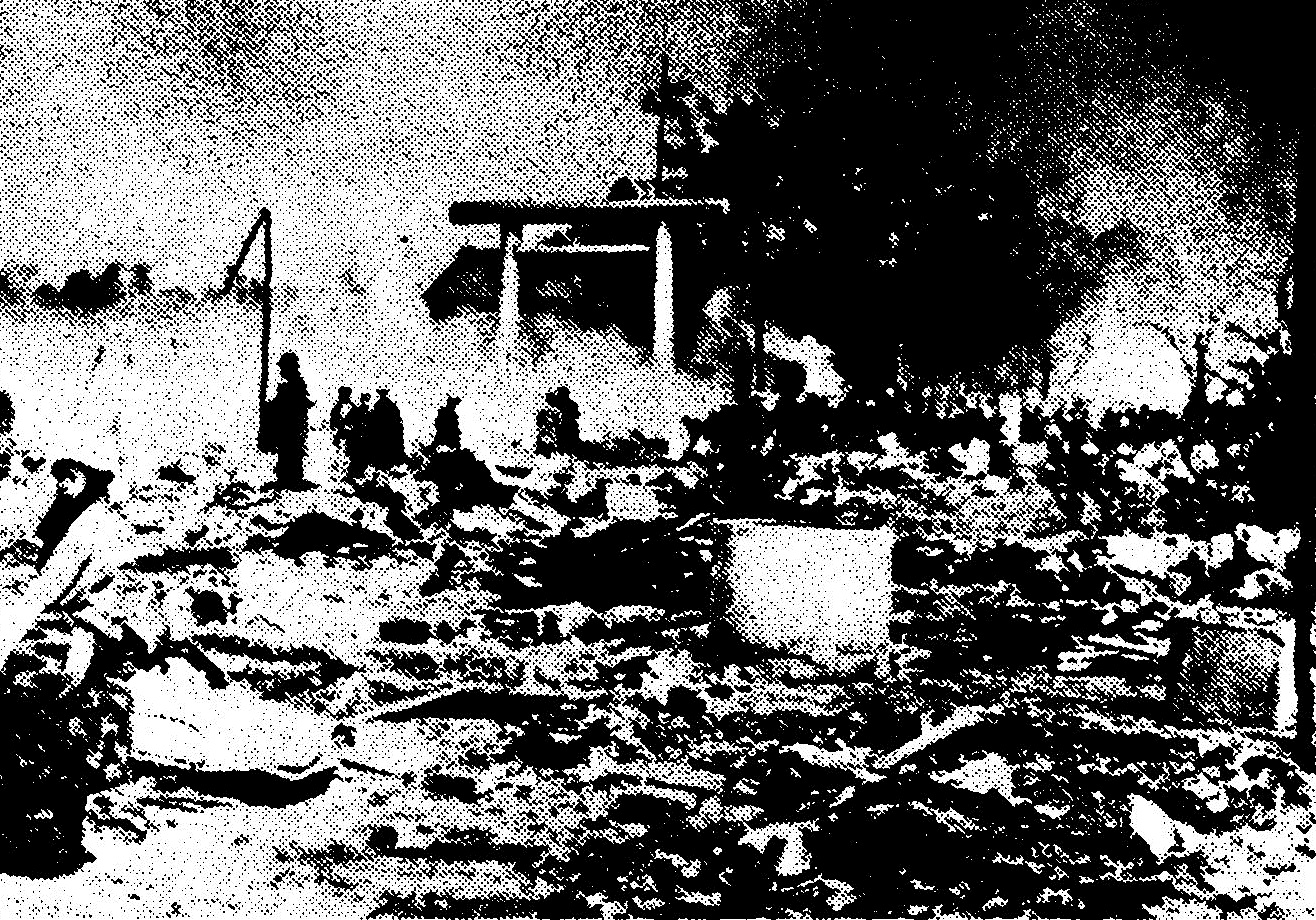
石岡大火

石岡大火（いしおかたいか）は、1929年（昭和4年）3月14日に茨城県新治郡石岡町（現在の同県石岡市）で発生した火災。石岡町の中心市街地の4分の1を焼失する大きな災害であった。
「火事の多い町」と呼ばれた石岡においても、最も焼失面積および焼失規模の大きい災害であり、関東大震災における石岡町の被害を大きく上回ることとなった。

## 概要
石岡市は古くから開けた地域であり、奈良時代には常陸国の国府が置かれ、江戸時代には水戸徳川家から分家した松平氏が常陸府中藩の藩主として府中に入封し、その城下町として栄えた。長い歴史を有する石岡では、古くは天慶2年（939年）に平将門が約300戸を焼き払ったという記述が『将門記』にあり、天正18年（1590年）には大掾氏滅亡に際して居城のあった府中が兵火に遭っている。近世にも4度の大火をくぐり抜け、明治時代に6度、大正時代に1度の大規模火災が発生している。こうした経験から1878年（明治11年）には16組1,200人の「火消組」が組織され、後に「消防組」に改称、消火用のタンクや火の見櫓の設置やポンプの購入などにより火事に備えてきた。しかしながら1929年（昭和4年）3月14日の石岡大火では、石岡町の消防組では手に負えないほどの大規模火災となり、近隣町村の消防組や軍からの協力を得て、ようやく翌日の鎮火を見たのであった。

## 火災の発生

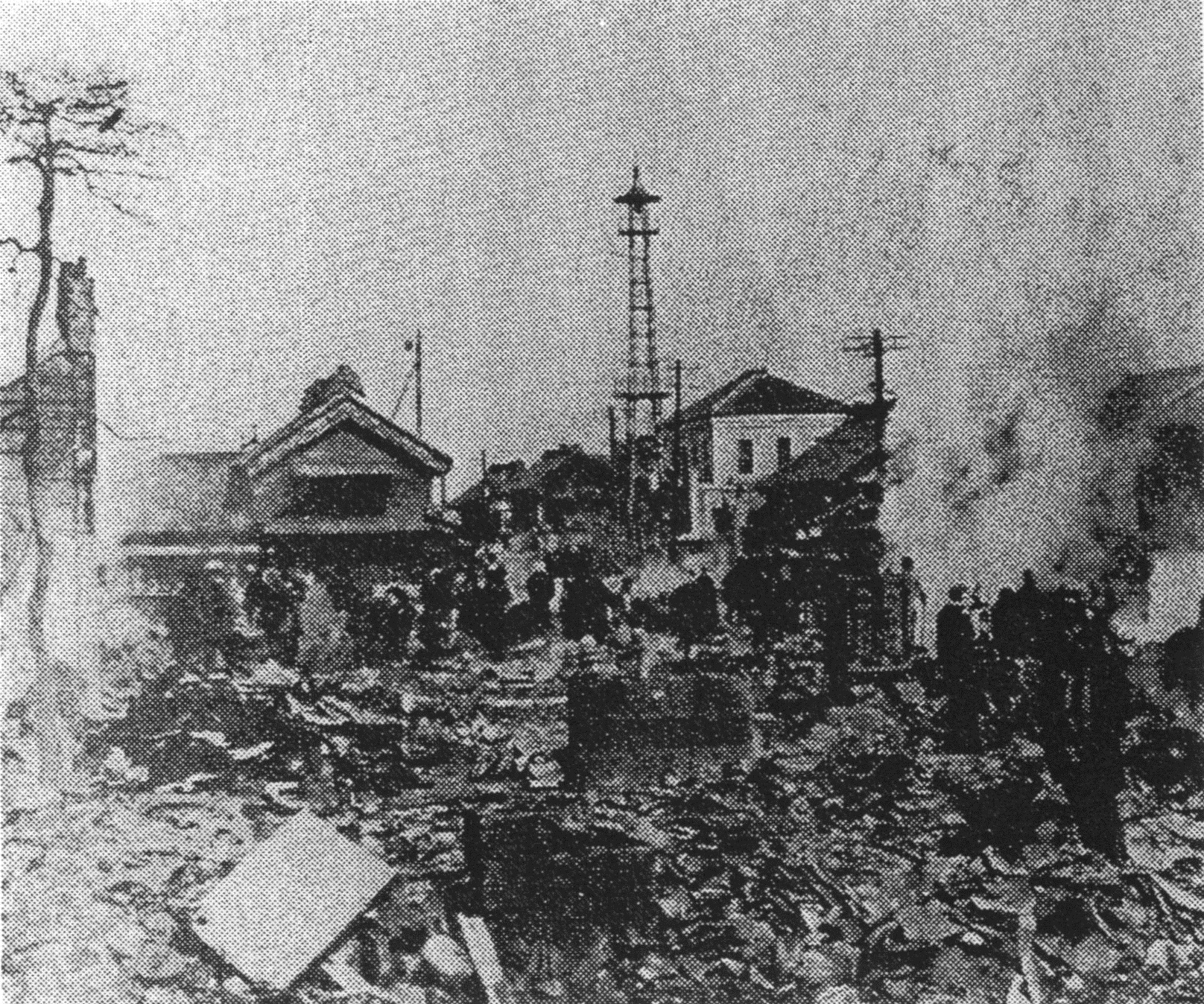
石岡大火後の中町

石岡大火の発生する1929年（昭和4年）3月14日は朝から北西の風があり、昼にはその強さを増し、砂塵を巻き上げて日光を遮るほどであった。こうした状況で午後7時30分頃、中町にて火の手が挙がり、風速15mの風に煽（あお）られて東に隣接する金丸町へと拡大し、石岡劇場などを焼いた。火災発生から20分もたたないうちに金丸町から富田町一帯が火に包まれ、「石岡町市街の防火壁」とも呼ばれた石岡の老舗・高喜呉服店の石塀をはじめとして、多くの土蔵が火に飲み込まれた。西に隣接する木之地町へ飛んだ火は、石油倉庫に引火して大爆発を起こし、火勢を増して南隣の守木町を襲い、金毘羅神社を焼失させ、富田町で東からの火と合流した。その炎の凄まじさは、昼間よりも明るいほどであったと伝えられ、火の粉が降り注ぐ中を人々は逃げ惑い、方々で「早く逃げろ」などの怒号が飛び交ったという。他に石岡郵便局、常磐銀行支店、活動常設館国文館、村山裁縫学校なども焼失した。
火は富田町から南東方向へ進み、貝地町に向かった。急報を聞きつけた近隣町村の消防組に加え、水戸市や土浦町（現在の土浦市）からも応援が駆け付けたものの鎮火せず、水戸工兵第十四大隊や霞ヶ浦航空隊の出動要請を行って、5時間におよぶ破壊消防の結果、これ以上の火の手の拡大は防がれ、ようやく翌3月15日午前2時頃に火は収まった。焼け跡の空には白煙が立ち上っていた。
自らも石岡大火の被災者である今泉哲太郎は、火災の翌日に一面焼け野原となった石岡の町を巡り、その惨状を記している。今泉によれば、頼るべき親戚や知人の家もすべて焼かれて行き場を失った人々が野山や田畑に逃げ込み、安全が伝えられた清凉寺には本堂や墓地、果ては茶畑や竹林に至るまで、避難した人々や彼らが運び入れた壊れた家財道具で埋め尽くされ、歩く場所さえないほどだったという。

## 大火からの復興

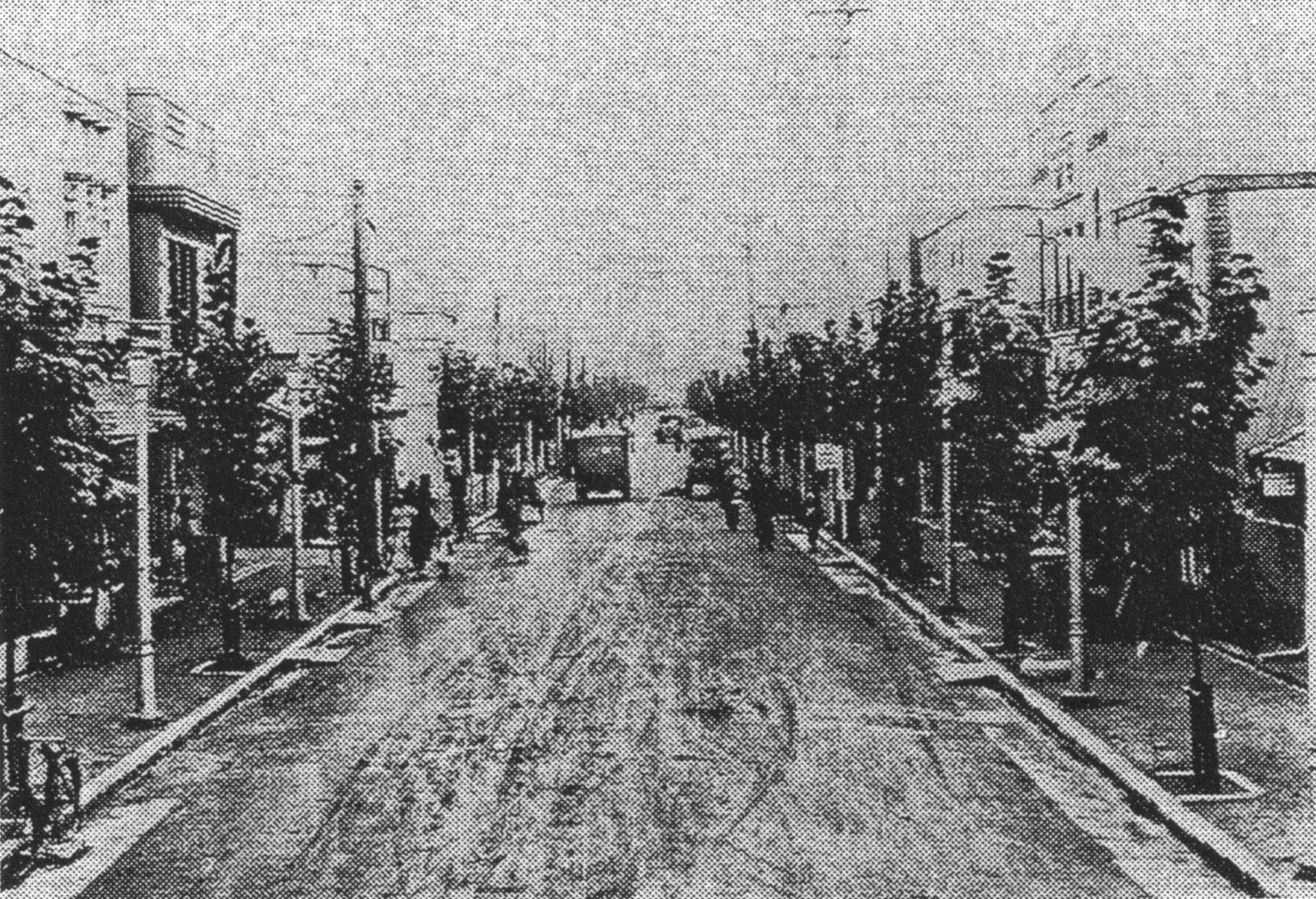
復興した中町商店街（1935年）

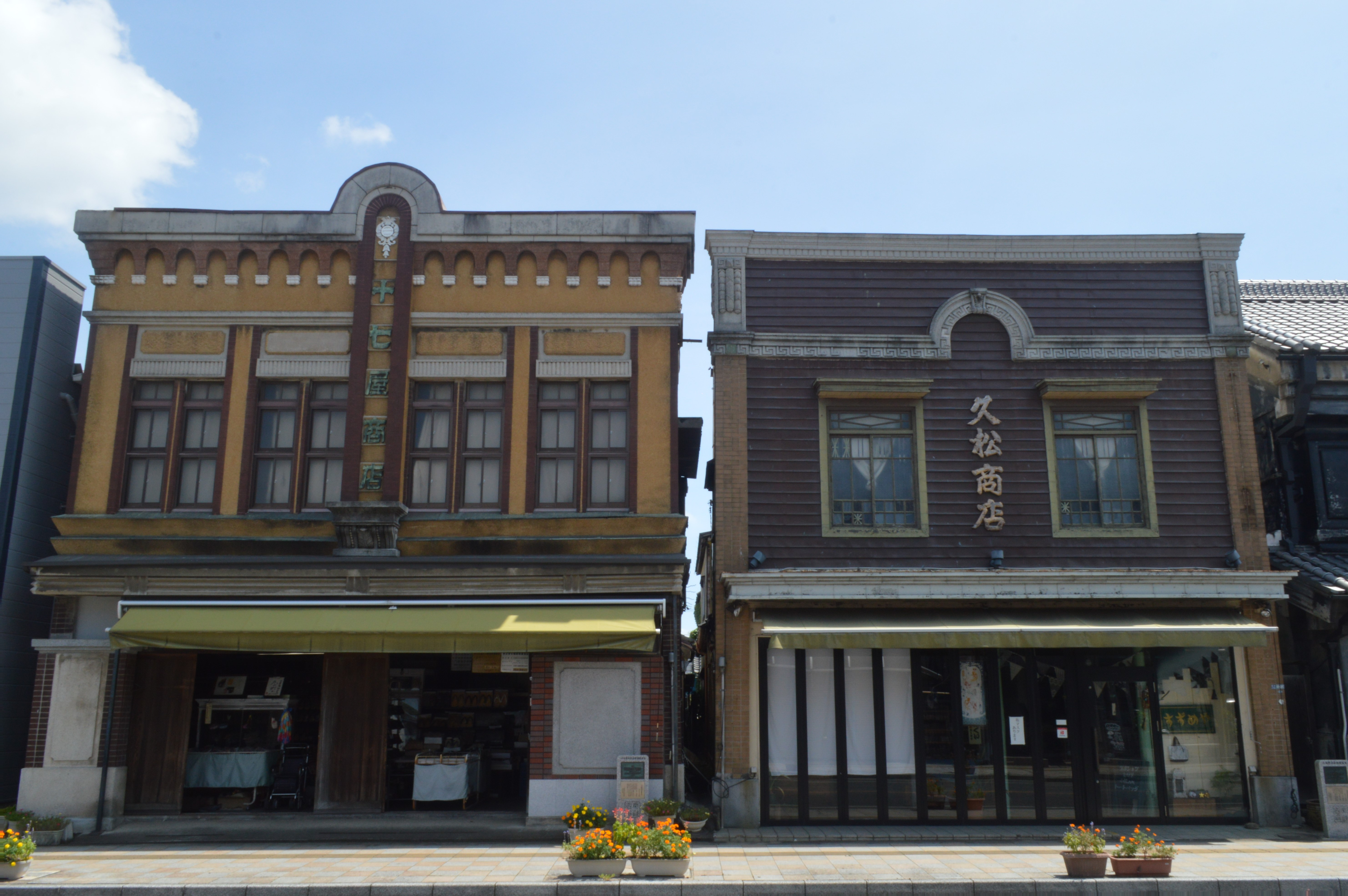
大火後に建設された看板建築

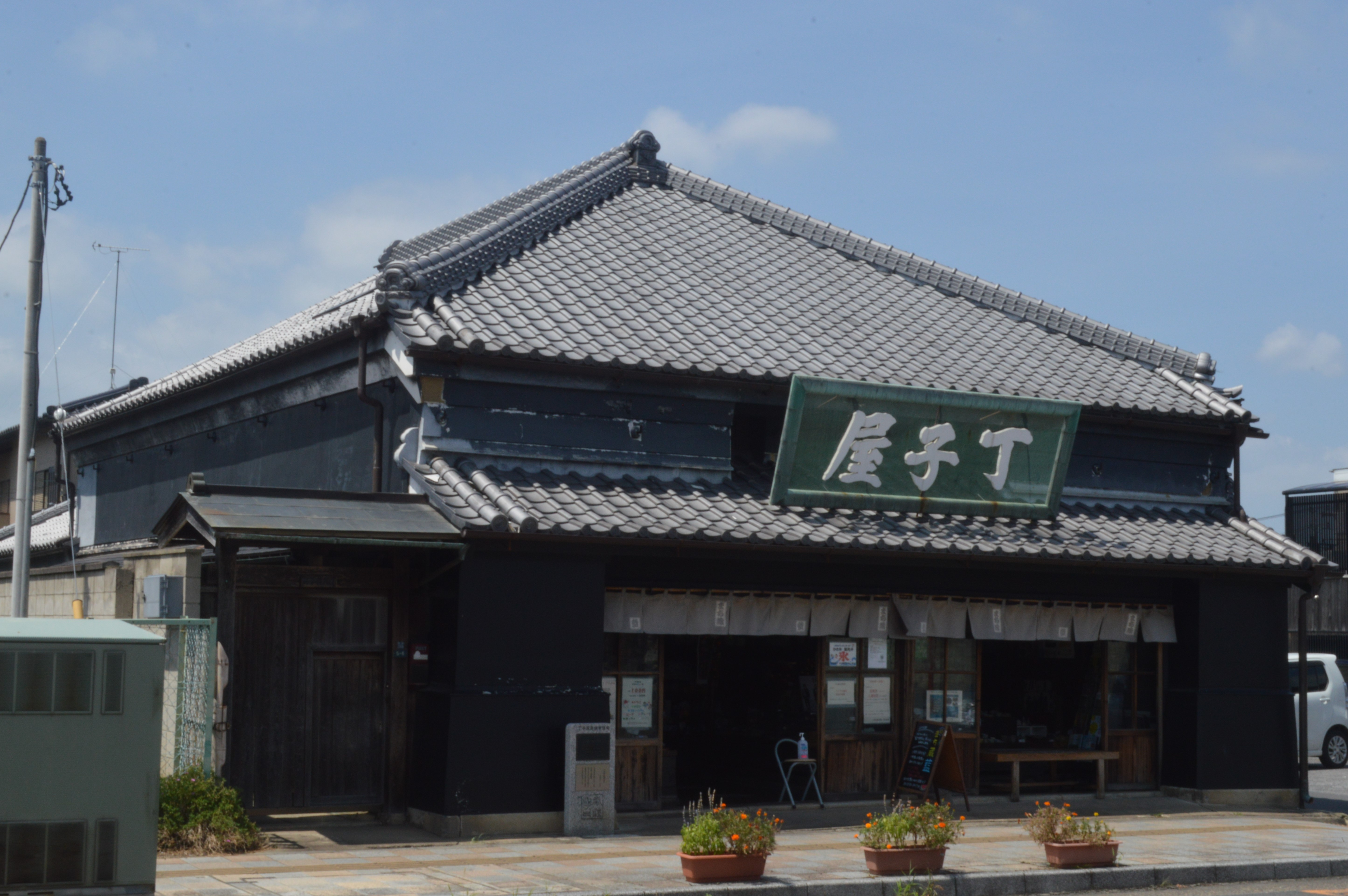
丁子屋

大火により、守横町130戸、中町126戸など計606戸1,700棟が焼失、被害総額は2,000万円以上に達した。実に石岡町民の5分の1以上が被災したことになる。これを受け、皇室より御内帑金（ごないどきん）が下賜された。その後、今泉哲太郎と今泉義文の兄弟によって石岡大火を綴った『あゝ石岡大火災』がまとめられた。
町の景観は、石岡大火によって一変した。中町商店街では道路の拡幅と歩道の整備が行われ、ポプラの街路樹が植えられ、ガス灯も設置された。中町の土蔵は焼け残ったものの、焼失した多くの建物は2階建の洋風建築や木造モルタル建築へと建て替えられた。なお石岡大火では丁子屋が唯一、焼失を免れた商家建築として現存し、国の登録有形文化財となっている。
また駅前通り（八間道路、現在の茨城県道277号石岡停車場線）が新たに整備され、1929年（昭和4年）10月21日に大火からの復興を兼ねて盛大な開通式が行われた。同年の11月15日には茨城県内で大日本帝国陸軍の特別大演習が行われ、八間道路の聖駕通御（せいがつうぎょ）を記念して、「御幸通り」の別名が与えられた。この時、御内帑金への感謝として、『石岡写真帖』が献呈された。
中町の北にある香丸町は大火に巻き込まれなかったため、しばらくの間土蔵が残っていたが、1983年（昭和58年）から1988年（昭和63年）にかけて歩道を確保するためのセットバック工事を機に店舗や住宅の新築が行われ、中町とは異なる景観を呈するようになった。